# Cristo Muñoz
Cristóbal Muñoz López (Almería, España, 1 de febrero de 2005), más conocido como Cristo Muñoz, es un futbolista español que juega de centrocampista en la SS Lazio (Sub-20)  del Torneo Primavera Calcio.

## Trayectoria
Nacido en Almería, comenzó a jugar al fútbol en su colegio, el Colegio La Jarilla, antes de fichar por el equipo local U. D. Almería en 2012. En 2016 dio el salto a la U. D. Pavía, firmando un acuerdo con el club matriz Málaga C. F. para poder representar a ambos. Alternó entre el Pavía, donde marcó 41 goles con el equipo juvenil, y el Málaga, al que representó en torneos juveniles.
A medida que se desarrollaba en la cantera del Málaga, otros grandes clubes españoles se dieron cuenta de su capacidad. Esto hizo que el propietario del Málaga, Sheikh Abdullah Al Thani, le ofreciera un cheque en blanco para que se quedara en el club. Sin embargo, tras recibir ofertas del Real Madrid C. F. y del F. C. Barcelona, decidió fichar por este último a principios de 2017.
En diciembre de 2017, fue nombrado mejor jugador del torneo de LaLiga Promises en Arona, Tenerife. Esto dio lugar a comparaciones con la leyenda del Barcelona Lionel Messi, por su similar estilo de juego.
En agosto de 2021 firmó su primer contrato profesional con el Barcelona, que le vinculaba al club hasta junio de 2024.
En julio de 2024 culminaría su contrato con el club azulgrana y firmaría como nuevo jugador de la SS Lazio como agente libre.

## Vida personal
Su hermano Kike también es futbolista y juega en la U. D. Almería.

## Estadísticas

### Clubes
Actualizado al último partido disputado el 24 de marzo de 2024.
| Club                             | Div.          | Temporada     | Liga  | Liga  | Copas nacionales | Copas nacionales | Copas internacionales | Copas internacionales | Total | Total |
| Club                             | Div.          | Temporada     | Part. | Goles | Part.            | Goles            | Part.                 | Goles                 | Part. | Goles |
| -------------------------------- | ------------- | ------------- | ----- | ----- | ---------------- | ---------------- | --------------------- | --------------------- | ----- | ----- |
| F. C. Barcelona Atlètic · España | 1.ª F         | 2023-24       | 5     | 0     | ―                | ―                | ―                     | ―                     | 5     | 0     |
| F. C. Barcelona Atlètic · España | Total club    | Total club    | 5     | 0     | 0                | 0                | 0                     | 0                     | 5     | 0     |
| Total carrera                    | Total carrera | Total carrera | 5     | 0     | 0                | 0                | 0                     | 0                     | 5     | 0     |